# Pierre Délèze
Pierre Délèze (* 25. August 1958 in Nendaz, Kanton Wallis) ist ein ehemaliger Schweizer Leichtathlet.
Seine Spezialstrecken waren der 1500-Meter-Lauf und der 5000-Meter-Lauf. Von 1978 bis 1981 war er viermal in Folge Schweizer Meister über 1500 Meter, 1985 gewann er seinen einzigen Titel über 5000 Meter.
Délèze erreichte bei den Weltmeisterschaften 1983 in Helsinki den sechsten Rang über 1500 Meter und bei den Weltmeisterschaften 1987 in Rom den vierten Rang über 5000 Meter. Seine einzige internationale Medaille gewann er 1980 bei den Halleneuropameisterschaften in Sindelfingen, als er Dritter über 1500 Meter wurde.
Er hält den Schweizer Rekord über 1500 Meter mit 3:31,75 min, gelaufen am 21. August 1985 in Zürich, sowie die Landesrekorde über die Meile und über 2000 Meter.